# Paranoid Park
Paranoid Park (en català: Parc Paranoic) és una pel·lícula estatunidenca de 2007 dirigida per Gus Van Sant. La pel·lícula està basada en la novel·la homònima de Blake Nelson que transcorre a Portland, Oregon (Estats Units).

## Argument
Alex és un adolescent que descobreix el Paranoid Park, un skatepark on concorren tota classe de marginals amb les seues taules de skate. En un lloc proper accidentalment mata a un guàrdia ferroviari i decideix no explicar-ho a ningú.

## Repartiment
- Gabe Nevins: Alex
- Daniel Liu: Detectiu Richard Lu
- Jake Miller: Jared
- Taylor Momsen: Jénnifer
- Lauren McKinney: Macy
- Olivier Garnier: Cal
- Scott Green: Scratch
- Winfield Henry Jackson: Christian
- Dillon Hines: Henry
- Brad Peterson: Jolt
- John Michael Burrowes: Guàrdia de seguretat
- Emma Nevins: Paisley
- Joe Schweitzer: Paul
- Christopher Doyle: Oncle de Tommy
- Grace Carter: Mare d'Alex
- Jay Small Williamson: Pare d'Alex